# Hrid Sveti Anton
Koordinati:   45°05′50″N, 14°50′23″E
Hrid Sveti Anton je majhen nenaseljen otoček v Jadranskem morju. Pripada Hrvaški.
Otoček, na katerem stoji svetilnik, leži jugozahodno od naselja Klenovica v Velebitskem kanalu. Njegova površina meri 0,012 km². Dolžina obalnega pasu je 0,44 km.
Iz pomorske karte je razvidno, da svetilnik oddaja svetlobni signal: B Bl 3s. Nazivni domet svetilnika je 6 milj.